# 2009년 AFC 프레지던트컵
2009년 AFC 프레지던트컵은 AFC 챌린지리그의 5번째 대회로 조별 예선은 11개 팀을 3개 조로 나누어 단판 승부 형식으로 치른다. 각 조에서 1위를 기록한 3개 팀, 각 조에서 2위를 기록한 팀 가운데 성적이 가장 높은 1개 팀이 준결승전에 진출하며 준결승전 승자는 결승전에 진출한다. 결승 라운드는 9월 25일부터 9월 27일까지 타지키스탄에서 열렸다.

## 참가 팀
| 국가           | 팀                     | 참가 자격                                     | 출전 횟수 | 마지막 출전 |
| -------------- | ---------------------- | --------------------------------------------- | --------- | ----------- |
| 네팔           | 네팔 폴리스 클럽       | 마티어스 메모리얼 A 디비전 리그 2006-07 우승1 | 3회       | 2008        |
| 미얀마         | 칸보자                 | 미얀마 내셔널리그 2008 우승                   | 2회       | 2008        |
| 방글라데시     | 아바하니 리미티드 다카 | 방글라데시 프리미어리그 2008 우승             | 2회       | 2008        |
| 부탄           | 이진                   | 부탄 A-디비전 2008 우승                       | 첫 출전   |             |
| 스리랑카       | 스리랑카 아미          | 킷 프리미어리그 2008 우승                     | 첫 출전   |             |
| 중화 타이베이  | 타이완 파워 컴퍼니     | 인터시티 풋볼 리그 2008 우승                  | 3회       | 2008        |
| 캄보디아       | 프놈펜 크라운          | 캄보디아 리그 2008 우승                       | 2회       | 2005        |
| 키르기스스탄   | 도르도이 디나모        | 키르기스스탄 리그 2008 우승                   | 5회       | 2008        |
| 타지키스탄     | 레가르 타다즈          | 타지키스탄 리그 2008 우승                     | 4회       | 2008        |
| 투르크메니스탄 | FK 아시가바트          | 투르크메니스탄 리그 2008 우승                 | 2회       | 2008        |
| 파키스탄       | WAPDA                  | 파키스탄 프리미어리그 2008-09 우승            | 3회       | 2008        |

1 2008-09 시즌이 열리지 않았기 때문에 2006-07 시즌 우승 팀이 참가하였다.

## 조별 예선

### A조
모든 경기는 네팔 카트만두에서 열렸다.
| 팀                 | 경기 | 승 | 무 | 패 | 득점 | 실점 | 골득실 | 승점 |
| ------------------ | ---- | -- | -- | -- | ---- | ---- | ------ | ---- |
| 레가르 타다즈      | 3    | 1  | 2  | 0  | 5    | 3    | +2     | 5    |
| WAPDA              | 3    | 1  | 2  | 0  | 3    | 1    | +2     | 5    |
| 타이완 파워 컴퍼니 | 3    | 1  | 0  | 2  | 5    | 8    | -3     | 3    |
| 네팔 폴리스 클럽   | 3    | 0  | 2  | 1  | 4    | 5    | -1     | 2    |

| 2009년 5월 14일 16:00 |     |                    |                                        |
| 레가르 타다즈         | 0-0 | WAPDA              | 네팔 카트만두 다사라트 랑가살라 경기장 |
| 2009년 5월 14일 18:30 |     |                    |                                        |
| 네팔 폴리스 클럽      | 2-3 | 타이완 파워 컴퍼니 | 네팔 카트만두 다사라트 랑가살라 경기장 |
| 2009년 5월 16일 16:00 |     |                    |                                        |
| 타이완 파워 컴퍼니    | 1-3 | 레가르 타다즈      | 네팔 카트만두 다사라트 랑가살라 경기장 |
| 2009년 5월 16일 18:30 |     |                    |                                        |
| WAPDA                 | 0-0 | 네팔 폴리스 클럽   | 네팔 카트만두 다사라트 랑가살라 경기장 |
| 2009년 5월 18일 16:00 |     |                    |                                        |
| 타이완 파워 컴퍼니    | 1-3 | WAPDA              | 네팔 카트만두 다사라트 랑가살라 경기장 |
| 2009년 5월 18일 18:30 |     |                    |                                        |
| 네팔 폴리스 클럽      | 2-2 | 레가르 타다즈      | 네팔 카트만두 다사라트 랑가살라 경기장 |

### B조
모든 경기는 방글라데시 다카에서 열렸다.
| 팀                     | 경기 | 승 | 무 | 패 | 득점 | 실점 | 골득실 | 승점 |
| ---------------------- | ---- | -- | -- | -- | ---- | ---- | ------ | ---- |
| FC 아시가바트          | 2    | 1  | 1  | 0  | 5    | 1    | +4     | 4    |
| 아바하니 리미티드 다카 | 2    | 1  | 1  | 0  | 2    | 1    | +1     | 4    |
| 스리랑카 아미          | 2    | 0  | 0  | 2  | 2    | 7    | -5     | 0    |

| 2009년 5월 12일 18:00 |     |                   |                                     |
| 스리랑카 아미         | 1-2 | 아바하니 리미티드 | 방글라데시 다카 방가반두 국립경기장 |
| 2009년 5월 14일 18:00 |     |                   |                                     |
| FC 아시가바트         | 5-1 | 스리랑카 아미     | 방글라데시 다카 방가반두 국립경기장 |
| 2009년 5월 16일 18:00 |     |                   |                                     |
| 아바하니 리미티드     | 0-0 | FC 아시가바트     | 방글라데시 다카 방가반두 국립경기장 |

### C조
모든 경기는 키르기스스탄 비슈케크에서 열렸다.
| 팀              | 경기 | 승 | 무 | 패 | 득점 | 실점 | 골득실 | 승점 |
| --------------- | ---- | -- | -- | -- | ---- | ---- | ------ | ---- |
| 도르도이 디나모 | 3    | 2  | 0  | 1  | 9    | 2    | +7     | 6    |
| 칸보자          | 3    | 2  | 0  | 1  | 14   | 3    | +11    | 6    |
| 프놈펜 크라운   | 3    | 2  | 0  | 1  | 10   | 5    | +5     | 6    |
| 이진            | 3    | 0  | 0  | 3  | 2    | 25   | -23    | 0    |

| 2009년 6월 10일 18:00 |     |                 |                                                  |
| 도르도이 디나모       | 7-0 | 이진            | 키르기스스탄 비슈케크 돌렌 오무르자코프 스타디움 |
| 2009년 6월 10일 14:30 |     |                 |                                                  |
| 칸보자                | 4-3 | 프놈펜 크라운   | 키르기스스탄 비슈케크 돌렌 오무르자코프 스타디움 |
| 2009년 6월 12일 18:00 |     |                 |                                                  |
| 프놈펜 크라운         | 1-3 | 도르도이 디나모 | 키르기스스탄 비슈케크 돌렌 오무르자코프 스타디움 |
| 2009년 6월 12일 14:30 |     |                 |                                                  |
| 이진                  | 2-4 | 칸보자          | 키르기스스탄 비슈케크 돌렌 오무르자코프 스타디움 |
| 2009년 6월 14일 16:30 |     |                 |                                                  |
| 프놈펜 크라운         | 3-1 | 이진            | 키르기스스탄 비슈케크 돌렌 오무르자코프 스타디움 |
| 2009년 6월 14일 18:00 |     |                 |                                                  |
| 도르도이 디나모       | 2-1 | 칸보자          | 키르기스스탄 비슈케크 돌렌 오무르자코프 스타디움 |

## 결선 토너먼트

### 준결승전
| 도르도이 디나모 | 2 – 1 | FC 아시가바트 |
| --------------- | ----- | ------------- |
|                 |       |               |

| 레가르 타다즈 | 4 – 3 (연장전) | WAPDA |
| ------------- | -------------- | ----- |
|               |                |       |

### 결승전
| 레가르 타다즈 | 2 – 0 | 도르도이 디나모 |
| ------------- | ----- | --------------- |
|               |       |                 |

## 우승
| 2009년 AFC 프레지던트컵 우승 |
| ---------------------------- |
| 레가르 타다즈 3번째 우승     |

## 같이 보기
- 2009년 AFC 챔피언스리그
- 2009년 AFC컵